# Cuta
Cuta es una partida que, actualmente, está dividida administrativamente entre los municipios de Jalón y Llíber, al sur de la comarca de la Marina Alta, en la provincia de Alicante.

## Historia
Su nombre ha variado a lo largo de los siglos: así en la Edad Media se la denominaba "Cotar" y, posteriormente, en la época de la familia de los Martorell "Cuca". La posesión de Cuta formaba parte de la dote que aportó Isabel Martorell cuando se casó con el poeta Ausiàs March en el año 1437. El matrimonio solo duró dos años, y no tuvieran descendencia. Con la muerte de Isabel el año 1439, March se convirtió en el nuevo señor de Cuta, y debió afrontar las reticencias de sus vasallos musulmanes que temían que este se negara a jurar sus leyes (Çuna e Xara). March se mostró favorable, y sobre los cuatro Evangelios juró respetarlas. Algunos historiadores creen que la madre de Isabel, Damiata Monpalau, incitó a los musulmanes para que actuasen en contra de su yerno, por quien sentía una gran antipatía.

## Etimología
Por lo que respecta al origen del topónimo "Cuta", las más recientes investigaciones lingüísticas creen que proviene de la lengua ibérica con el significado de "montaña" o "elevación", y estaría relacionado con otros nombres de lugar, como "Cotes" o "Cotalba".

## La niña de Cuta
En esta partida, el 10 de marzo de 1886 ocurrió un triste suceso: Un vecino de Jalón llamado Jaume Femenia y Sivera se encontró un recién nacido abandonado dentro de un capazo colgando de un árbol. Se trataba de una niña, y murió una hora después de habérsela encontrado el labrador. No llevaba ninguna nota que permitiera conocer su identidad. Las causas de abandono de recién nacidos en aquella época eran básicamente dos: la ilegitimidad de un hijo de madre soltera o la falta de medios económicos de los padres de la criatura. En este caso concreto se desconoce cuál fue el motivo del abandono de la que desde entonces, de generación en generación, se ha denominado "la niña de Cuta".
- Datos: Q8352758